# Ryan Beatty
Ryan Kevin Beatty (Clovis, 25 settembre 1995) è un cantautore statunitense. Nel corso della carriera ha pubblicato tre album in studio oltre ad aver scritto e composto brani per altri artisti, tra cui Kevin Abstract, Benny Blanco, Tyler, The Creator, Rachel Zegler e quattro brani dell'album Cowboy Carter di Beyoncé, vincendo per il suo contributo nel progetto il Grammy Award all'album dell'anno.

## Biografia
Nel 2011 Beatty inizia a caricare video di cover musicali sul suo canale YouTube, ottenendo rapidamente un forte riscontro mediatico e avendo modo di iniziare a pubblicare alcuni singoli e un EP in maniera indipendente. Nel 2012 recita come testimonial in uno spot di sensibilizzazione contro l'utilizzo del telefonino alla guida realizzato dalla AT&T. In questo periodo la sua popolarità è tale da garantirgli una candidature ai Teen Choice Awards e una menzione nella lista annuale di Billboard "21 under 21".
Nel 2013 apre diversi concerti per Cody Simpson e pubblica un EP eponimo. Segue il suo primo tour da headliner. Nonostante questi risultati, l'artista a questo punto decide di interrompere ogni relazione col management del tempo, il che determina diatribe legali che non gli consentiranno di pubblicare nuova musica fino al 2016. Proprio nel 2016, l'artista inizia a pubblicare singoli inediti che anticipano l'uscita del suo primo album in studio Boy in Jeans, pubblicato nel 2018 in maniera indipendente. Alla pubblicazione dell'album segue il suo secondo tour da headliner.
Dopo aver realizzato collaborazioni con artisti come Kevin Abstract, Benny Blanco e Tyler, The Creator, nel 2020 pubblica il suo secondo album Dreaming of David, questa volta realizzato attraverso le etichette Interscope e Mad Love. Successivamente firma un contratto con il gruppo Warner Music per poi pubblicare il singolo Ribbons nel marzo 2023. Nell'aprile 2023 pubblica il suo terzo album in studio, intitolato Calico. Nel 2024 è coautore di quattro brani dell'album Cowboy Carter di Beyoncé, vincendo grazie ai suoi contributi il Grammy Award all'album dell'anno.

## Vita privata
Nel 2016 Beatty ha fatto coming out come uomo gay, chiarendo inoltre che l'immagine da "classico ragazzino etero" che lo caratterizzava nei primi anni di carriera è stata la principale causa del malessere che l'ha portato a interrompere i rapporti col suo management del tempo.

## Discografia

### Album
- 2018 – Boy in Jeans
- 2020 – Dreaming of David
- 2023 – Calico

### EP
- 2012 – Because of You
- 2013 – Ryan Beatty - EP

### Singoli
- 2011 – Every Little Thing
- 2012 – Hey L.A
- 2013 – Chameleon
- 2016 – Passion
- 2016 – Stay Gold
- 2018 – Bruise
- 2018 – Camo
- 2019 – Dark Circles
- 2019 – Patchwork
- 2020 – Casino
- 2023 – Ribbons